# Rezerwat przyrody Tiesňavy
Rezerwat przyrody „Tiesňavy” – obszar ochrony ścisłej w Krywańskiej części Małej Fatry na Słowacji. Obejmuje większą część masywów o nazwach Boboty i Sokolie, oraz znajdujący się między nimi wąwóz Tiesňavy. Ma powierzchnię 479,21 ha, utworzony został w 1967. Leży w granicach Parku Narodowego Mała Fatra.
Masyw Bobotów i Sokolia zbudowany jest ze skał dolomitowo-wapiennych. Porasta go las mieszany, w którym występują cisy. Są tutaj liczne ściany, urwiska i skały o oryginalnych kształtach. Wielu z nim nadano nazwy. Tak np. w masywie Sokolie są skały o nazwach: Organy, Wielbłąd, Franciszkanin, Krokodyl, Czerwona skała, Mnich, Pościel Janosika i inne. Bogata jest flora roślin i żyją tutaj ciekawe gatunki zwierząt. W północno-zachodnie stoki Sokolia głęboko wcina się dolinka Obšívanka ze specyficznym, chłodnym mikroklimatem, dzięki któremu rosną w niej na niskich wysokościach (znacznie poniżej swojego typowego pionowego zasięgu) rośliny wysokogórskie. Tak np. na wysokości 660 m n.p.m. znajduje się stanowisko kosodrzewiny i jest to najniżej w całej Słowacji położone naturalne stanowisko tego gatunku. W rezerwacie rosną też takie wysokogórskie gatunki roślin, jak: aster alpejski, dzwonek drobny, urdzik karpacki, pierwiosnek łyszczak, goryczka krótkołodygowa, tłustosz alpejski czy dębik ośmiopłatkowy.

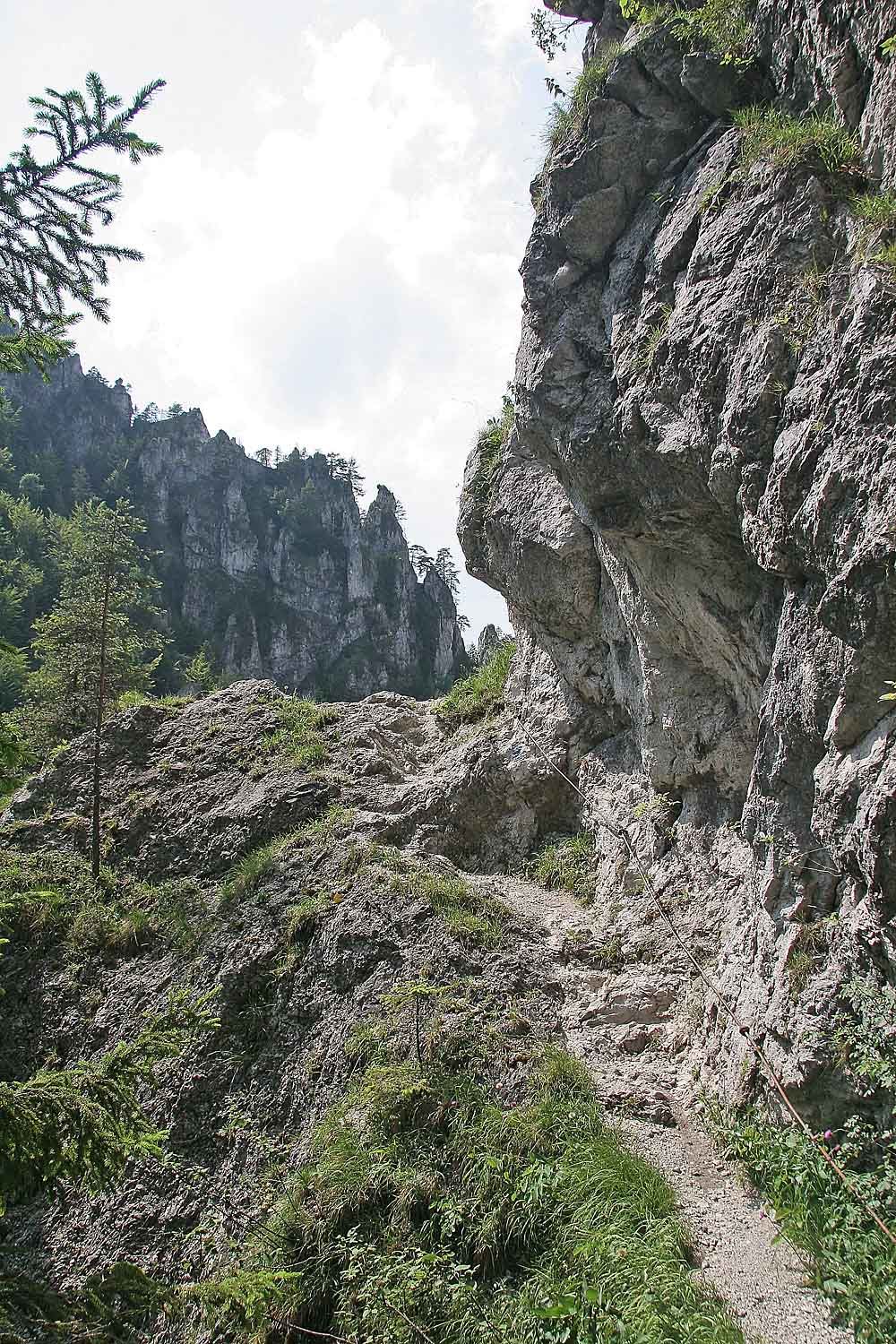
Szlak turystyczny przez rezerwat

Rezerwat „Tiesňavy" jest udostępniony turystycznie. Prowadzą przez niego 3 szlaki. Na szlakach tych jest kilka miejsc  eksponowanych, przejście najtrudniejszych fragmentów ułatwiają  łańcuchy i drabinki.

## Szlaki turystyczne
Vrátna dolina (Tiesňavy) – Male noclahy
 Vrátna dolina (Tiesňavy) – Boboty – Vrchpodžiar
  Male noclahy – Príslop